# 陳舜臣
陳 舜臣（ちん しゅんしん、1924年2月18日 - 2015年1月21日）は、推理小説、歴史小説作家、歴史著述家。位階は従四位。
代表作に『枯草の根』『阿片戦争』『太平天国』『秘本三国志』『小説十八史略』など。
神戸市出身。本籍は台湾台北だったが、1973年に中華人民共和国の国籍を取得し、その後、1989年の天安門事件への批判を機に、1990年に日本国籍を再び取得している。日本芸術院会員。
長男は写真家の陳立人（1952年 - ）。姪（四弟・陳仰臣の娘）に兵庫県立大学教授からノートルダム清心女子大学教授となり、華僑の歴史研究を行っている陳來幸。妹の陳妙玲は、1950年代に「愛国華僑」として中華人民共和国に移り住み、撫順の戦犯管理所の日本語通訳をつとめ、のち北京ラジオに勤務した。姻戚に歴史学者の岡田英弘がいる。

## 経歴と作品
神戸の元町に生まれる。神戸市立第一神港商業学校（後の神戸市立神港高等学校）を経て、1941年大阪外国語学校（現・大阪大学外国語学部）印度語学科に入学、印度語（ヒンディー語）とペルシア語を専攻。一学年下に司馬遼太郎（蒙古語科）、俳人の赤尾兜子（中国語科）がおり、司馬遼太郎とは生涯親密な関係を持った。少年時代は江戸川乱歩に親しみ、大学時代はコナン・ドイルやチェスタトンを乱読し、専攻のペルシャ文学ではラシード『集史』を愛好していた。1943年同校を繰り上げ卒業、同校に附設の西南亜細亜語研究所の助手となりインド語辞典の編纂作業などに従事する。終戦にともない日本国籍を喪失し、退職。家業の貿易業に従事。東洋史学者宮崎市定の門弟に師事、宮崎の孫弟子にも当たる。1948年に一時台湾に帰国し、台北県（現：新北市）新荘中学英語教師、翌年神戸に戻り貿易業に従事。1950年に蔡錦墩と結婚。
1957年頃から小説の習作を始め、初期には陳左其・計三六のペンネームで投稿していた。1960年の文學界新人賞候補作『風のなか』も陳左其名義である。1961年に神戸を舞台にした長編推理小説『枯草の根』で江戸川乱歩賞を受賞後、作家生活に入る。このときも計三六のペンネームで投稿したものの、編集部から「本名のほうがずっと良い、尭・舜といえば中国の聖人で馴染み深い」と言われ、以後本名で発表するようになった。その後、『宝石』『講談倶楽部』『小説中央公論』などで作品を発表。江戸川乱歩賞、1969年に「青玉獅子香炉」で直木賞、1970年に「玉嶺よふたたび」「孔雀の道」で日本推理作家協会賞を受賞し、ミステリ作家として初の三冠王となった。直木賞は選考委員の木々高太郎から「（『枯草の根』の）内容は笹沢のより断然すぐれており、人間の隠れた欲望を描こうとしている。然し、乱歩賞のような相当な賞をうけているのに直木賞を重ねるとあれば、古今の名作が要求されよう。」と評されるなど、より優秀な作品を求められて二度落選している。「枯草の根」の探偵役、神戸在住の華僑で中華料理店「桃源亭」の経営者陶展文は、「三色の家」「割れる」「虹の舞台」などでも活躍し、シリーズ作品となっている。
「青玉獅子香炉」で台湾の国民党の腐敗や国共内戦での敗北を描き、また1962年刊行の『怒りの菩薩』でも台湾における国民党の民衆弾圧を描き、1960年代の時点で中華民国の国籍を保有していたが、ブラックリスト入りして台湾訪問が不可能になった。
1967年『阿片戦争』の他、1972年の日中国交回復から中国各地、シルクロードなどを旅行し、中国の歴史を題材にした歴史小説、史伝、紀行文を多く書き、日本における「中国歴史小説」ジャンルを確立し、多くの読者を持っている。『中国任侠伝』『唐代伝奇』など、中国古典を翻案した物語作品も多い。また小説の他に『中国の歴史』『中国発掘物語』をはじめとする一般向けの中国史も多数執筆している。陳はもともと研究者であり、学術論文を大量に読んで創作に活かしていた。特に『中国の歴史』は当時の歴史学界の研究成果を優しく解説しており「大学教授が書いたものよりももっと優れた概説書」と歴史学者の奈良本辰也からも激賞された。中国における仏教、イスラム教、キリスト教などにも言及したものになっている。鄭芝龍や、鄭成功父子の活躍を描いた、海洋ロマンとも言うべき『風よ雲よ』（1973年）『旋風に告げよ』（1977年）もある。自伝的小説『青雲の軸』ではインドへの共感を語っており、インド独立運動家チャンドラ・ボースを題材にした『虹の舞台』や、ムガル帝国を舞台にした『インド三国志』なども執筆している。琉球史を扱った『琉球の風』は1993年NHK大河ドラマ原作となる。『ルバイヤート』の翻訳でも知られる。
1994年に脳内出血で倒れ、5ヶ月の入院ののち、神戸の自宅マンション「オーキッドコート」で阪神・淡路大震災に遭うが被害は小さく、1995年からは『チンギス・ハーンの一族』を連載。2014年、陳舜臣アジア文藝館が神戸市中央区に開館。
2015年1月21日午前5時46分、老衰のため、神戸市内の病院で死去。90歳没。没後に従四位を追叙された。

## 人物
- 穏やかで優しい人物であり、弟子の伴野朗が文学賞に落選したときに、その晩、直ぐに電話を入れて「もしもし伴ちゃん、今度は残念だったね、まだ若いんだから落ち込んではいけないよ。ヤケ酒なんか、飲んだらあかんよ。ボクも協会賞を貰ったのは、（落選が続き）乱歩賞から八年後だったよ。」と伴野を気遣った。前述のように陳は賞を取るたびに「それより水準の高いもの」を選考委員から求められたため、落選も多かったのである。伴野は受賞したときに記者と飲む予定だった高級ウィスキーを自宅で一人で飲みだしてしまっており、「もう呑んでます…」と話し、感激のあまり涙してしまい、電話が切れた後も受話器を置くのを忘れていたという[19]。
- 「押しかけ弟子」を自称し、陳と良く会食し、講演では前座を務めることもあった伴野によれば、好きな歴史上の人物を陳が直接言うことはなかったが、班超や曹操、玄奘、林則徐が好きだろうと思われるといっている。逆に嫌いなのは李世民や朱元璋などの身内殺害や虐殺を行った人物であったという[20]。
- 弟子の伴野や、姻戚の岡田英弘が一致して評しているのは、陳の中国周辺のマイノリティ（少数民族）への温かい眼差しと強い興味関心である。伴野によれば日本の文学者で陳ほど西域（新疆ウイグル自治区）へ足を運んだ人はおらず、「現代の西域恋い」の一人であり、中国最西端のタシュクルガン・タジク自治県まで訪問していたという[21]。また、岡田英弘は中国史のマイノリティ出身者（例：元の薩都剌)ばかりを題材にした陳の小説集『録外録』に触れ、伝統的な中国史では殆ど触れられていない題材ばかりであり、在日の中国系日本人である陳にしか書けない題材であろうと評価している[22]。

- 伴野以外には田中芳樹を評価しており、対談もある[23]。

## 受賞・栄典
- 第7回江戸川乱歩賞（1961年）『枯草の根』
- 「半どんの会」賞（1968年、神戸市民の会主催）[24]
- 第60回直木賞（1968年下半期）『青玉獅子香炉』
- 第23回日本推理作家協会賞（1970年）『玉嶺よふたたび』『孔雀の道』
- 第25回毎日出版文化賞（1971年）『実録アヘン戦争』
- 神戸市文化賞（1974年）
- 第3回大佛次郎賞（1976年）『敦煌の旅』
- 第20回日本翻訳文化賞（1983年）『叛旗 小説・李自成』（弟の陳謙臣と共訳）
- 第36回NHK放送文化賞（1985年）シルクロード関連番組出演等
- 第40回読売文学賞随筆・紀行賞（1988年）『茶事遍路』
- 第26回吉川英治文学賞（1991年）『諸葛孔明』
- 朝日賞（1992年度）[25]「中国と日本の歴史を踏まえた文学作品を通して日本文化に大きな貢献」[26]
- 第51回日本芸術院賞（1994年度）『作家としての業績』
- 第3回井上靖文化賞（1995年）
- 大阪芸術賞（1996年）
- 勲三等瑞宝章（1998年）[27]
- 従四位（2015年）

## 著作リスト

### 小説
- 『枯草の根』講談社 1961年 のち文庫、集英社文庫
- 『三色の家』講談社 1962年 のち文庫、扶桑社文庫
- 『弓の部屋』東都書房 1962年 のち講談社文庫
- 『割れる 陶展文の推理』早川書房 1962年 のち角川文庫、徳間文庫
- 『怒りの菩薩』桃源社 1962年 のち集英社文庫
- 『方壷園 推理小説集』中央公論社 1962年 のち文庫
- 『天の上の天』講談社 1963年 のち徳間文庫（『宝石』1963年9月-）
- 『白い泥』学習研究社（ガッケン・ブックス） 1964年 のち徳間文庫
- 『まだ終らない』角川小説新書 1964年 のち徳間文庫
- 『月をのせた海』東都書房 1964年 のち徳間文庫
- 『黒いヒマラヤ』中央公論社 1964年 のち文庫
- 『桃源遥かなり』講談社 1965年 のち徳間文庫
- 『炎に絵を』文藝春秋（ポケット文春） 1966年 のち文庫（『オール讀物』1966年5月-）
- 『影は崩れた』読売新聞社 1966年 のち徳間文庫
- 『阿片戦争』（全3巻）講談社 1967年 のち文庫
- 『濁った航跡』読売新聞社 1968年
- 『紅蓮亭の狂女』講談社 1968年 のち角川文庫、徳間文庫
- 『青玉獅子香炉』文藝春秋 1969年 のち文庫
- 『玉嶺よふたたび』徳間書店 1969年 のち角川文庫、徳間文庫、双葉文庫、広済堂文庫、集英社文庫（『オール讀物』1967年3月、原題「玉嶺第三峰」）
- 『幻の百花双瞳』講談社 1969年 のち角川文庫、徳間文庫
- 『孔雀の道』講談社 1969年 のち文庫、双葉文庫、広済堂文庫（『神戸新聞』他 1968年5月-）
- 『銘のない墓標』講談社 1969年 のち徳間文庫、中公文庫
- 『他人の鍵』文藝春秋、1969年 のち文庫
- 『凍った波紋』毎日新聞社 1970年 のち徳間文庫（『サンデー毎日』1969年7月-）
- 『残糸の曲』朝日新聞社 1971年 のち角川文庫、徳間文庫、朝日文庫（『週刊朝日』1970年1月-）
- 『異郷の檻のなか』中央公論社 1971年 のち文庫
- 『六甲山心中』中央公論社 1971年 のち文庫
- 『北京悠々館』講談社 1971年 のち文庫、徳間文庫、集英社文庫
- 『崑崙の河』三笠書房 1971年 のち角川文庫、徳間文庫、中公文庫、広済堂文庫
- 『なにも見えない』講談社 1971年 「望洋の碑」徳間文庫
- 『夜の歯車』実業之日本社（ホリデー新書） 1971年 のち徳間文庫
- 『南十字星を埋めろ』実業之日本社（ホリデー新書） 1972年 のち徳間文庫
- 『笑天の昇天』読売新聞社 1972年
- 『中国任侠伝』（正続） 文藝春秋 1973年 のち文庫、徳間文庫
- 『風よ雲よ』中央公論社 1973年 のち講談社文庫、中公文庫（新聞三社連合1970年5月-）
- 『長安日記 賀望東事件録』毎日新聞社 1973年 のち中公文庫（『小説サンデー毎日』1972年2月-1973年1月、連作短編集）
- 『柊の館』講談社 1973年 のち文庫（『週刊小説』1973年4月-）
- 『虹の舞台』光文社カッパ・ノベルス） 1973年 のち角川文庫、徳間文庫（『週刊小説』1973年4月-）
- 『失われた背景』サンケイ新聞社 1973年 のち中公文庫（『週刊サンケイ』1973年2月-）
- 『秘本三国志』（全6巻）文藝春秋 1974年-1977年 のち文庫、中公文庫（『オール讀物』1974年1月-）
- 『青雲の軸』旺文社文庫 1974年 のち集英社文庫（『螢雪時代』1971年4月-）
- 『青春の烙印 神田希望館』講談社 1975年 のち徳間文庫
- 『新西遊記』読売新聞社 1975年 のち講談社文庫（『週刊読売』1974年1月-）
- 『桃花流水』朝日新聞社 1976年 のち中公文庫、朝日文庫（『朝日新聞』1975年7月-）
- 『旋風に告げよ』講談社 1977年 のち文庫、「鄭成功」中公文庫（『京都新聞』他1974年11月-）
- 『小説十八史略』（全6巻）毎日新聞社 1977年-1983年 のち講談社文庫（『サンデー毎日』1974年1月-）
- 『闇の金魚』講談社 1977年5月 のち文庫、徳間文庫（書き下ろし）
- 『蘭におもう』六興出版 1977年10月 のち徳間文庫
- 『漢古印縁起』講談社 1978年5月 のち中公文庫
- 『燃える水柱』徳間書店 1978年12月 のち広済堂文庫
- 『小説マルコ・ポーロ』文藝春秋 1979年2月 のち文庫
- 『胡蝶の陣』毎日新聞社 1979年5月 のち徳間文庫、広済堂文庫、集英社文庫
- 『熱砂とまぼろし シルクロード列伝』角川書店 1979年6月 のち徳間文庫、広済堂文庫
- 『夏の海の水葬 神戸異人館事件帖』実業之日本社 1979年7月 「神戸異人館事件帖」徳間文庫
- 『山河太平記』平凡社 1979年7月 のちちくま文庫（『太陽』1978年1月-1979年6月）
- 『景徳鎮からの贈り物―中国工匠伝』新潮社 1980年 のち文庫（短編集）
- 『江は流れず―小説日清戦争』（全3巻）中央公論社 1981年 のち文庫（『歴史と人物』1977年6月-1980年11月）
- 『珊瑚の枕』新潮社、1982年 のち文庫（『山陽新聞』他1980年6月-）
- 『太平天国』（全4巻） 講談社 1982年 のち文庫（『小説現代』1979年6月-）
- 『妖のある話』講談社 1983年5月 のち文庫、中公文庫（『週刊読売』1973年4月-）
- 『英雄ありて』講談社 1983年6月 のち文庫
- 『曼陀羅の人 空海求法伝』ティビーエス・ブリタニカ 1984年 のち徳間文庫、集英社文庫（『読売新聞』夕刊1982年4月1日-1983年7月13日）
- 『インド三国志 砂塵の夢』平凡社 1984年6月 のち講談社文庫
- 『崩れた直線』広済堂文庫 1986年12月
- 『クリコフの思い出』新潮社 1986年2月 のち文庫
- 『相思青花』講談社 1987年2月 のち文庫
- 『中国畸人伝』新潮社 1987年 のち文庫、中公文庫 - 阮籍、孔融、王戎、葛洪、陶弘景、万宝常、王翰、杜牧
- 『異人館周辺』文藝春秋 1990年4月 のち文庫
- 『戦国海商伝』講談社 1990年2月 のち文庫
- 『杭州菊花園』徳間書店 1990年11月 のち文庫
- 『五台山清涼寺』徳間書店 1990年8月 のち集英社文庫
- 『楠木正成湊川の戦い』天山文庫 1990年8月
- 『海の微笑』徳間書店 1991年4月
- 『三本松伝説』徳間書店 1991年7月
- 『夢ざめの坂』講談社 1991年6月 のち文庫
- 『諸葛孔明』中央公論社 1991年 のち文庫
- 『儒教三千年』朝日新聞社 1992年 のち文庫
- 『琉球の風』（全3巻）講談社 1992年 のち文庫
- 『神獣の爪』徳間書店 1992年3月 のち中公文庫
- 『聊斎志異考 中国の妖怪談義』中央公論社 1994年4月 のち文庫
- 『耶律楚材』集英社 1994年 のち文庫
- 『チンギス・ハーンの一族』（全4巻）朝日新聞社 1997年 のち集英社文庫、中公文庫（『朝日新聞』1995年4月-）
- 『曹操 魏の曹一族』中央公論社 1998年 のち文庫
- 『山河在り』講談社 1999年 のち文庫
- 『天球は翔ける アメリカ大陸横断鉄道秘話』毎日新聞社 2000年4月 のち集英社文庫ー「毎日新聞」連載
- 『桃源郷』集英社 2001年10月 のち文庫（『小説すばる』2000年1-7月）
- 『わが集外集 中国歴史小説』講談社 2002年 「獅子は死なず」文庫
- 『青山一髪』中央公論新社、2003年 「孫文」文庫ー「読売新聞」連載
- 『中国美人伝』新潮社 2004年8月 のち中公文庫
- 『パミールを越えて』たちばな出版 2004年（短編集）
- 『曹操残夢 魏の曹一族』中央公論新社 2005年 のち文庫

### 随筆、評論
- 『神戸というまち』至誠堂 1965年
- 『日本人と中国人』祥伝社 1971年 のち集英社文庫
- 『実録・アヘン戦争』中公新書 1971年 のち文庫
- 『よそ者の目』講談社 1972年 のち文庫
- 『日本的中国的「中国」とは何んだろう？』徳間書店、1972年 のち文庫
- 『敦煌の旅』平凡社 1976年 講談社文庫
- 『中国近代史ノート』朝日新聞社、1976年 「中国近代の群像」朝日選書（『アジア・レビュー』1973年秋季号-）
- 『シルクロードの旅』平凡社 1977年 のち講談社文庫
- 『北京の旅』平凡社 1978年 のち講談社文庫
- 『夜明け前の中国 続中国近代史ノート』朝日新聞社 1979年 のち選書
- 『景徳鎮 中国やきもの紀行』平凡社 1979年 「景徳鎮の旅」講談社文庫
- 『西域余聞』朝日新聞社 1979年 のち文庫（『朝日新聞』夕刊1979年4月2日-8月21日）
- 『弥縫録 中国名言集』読売新聞社 1980年のち中公文庫（『読売新聞』1978年4月-1980年5月）
- 『西域巡礼』陳立人写真 平凡社 1980年「敦煌のうた」徳間文庫
- 『中国の歴史』（全15巻）平凡社 1980年-1983年 のち講談社文庫（書き下ろし）
- 『九点煙記 中国史十八景』講談社 1980年11月 のち徳間文庫（『本』1979年1月-1980年12月）
- 『三蔵法師の道 シルクロード紀行』平凡社カラー新書 1980年4月
- 『シルクロード』（第1,5巻）日本放送出版協会 1980年
- 『竹におもう』六興出版 1981年2月 のち徳間文庫
- 『人物・日本史記』文藝春秋 1981年5月 のち文庫（『文藝春秋デラックス』1975年5月-）
- 『神戸ものがたり』平凡社 1981年 のちライブラリー
- 『中国歴史の旅』東方書店 1981年4月 のち旺文社文庫、徳間文庫、集英社文庫
- 『中国五千年』平凡社 1983年11月 のち講談社文庫
- 『録外録』朝日新聞社 1984年 のち文庫（『朝日新聞』夕刊1983年1月5日-6月30日）
- 『中国発掘物語』（正続）平凡社 1984年6月 のち講談社文庫
- 『欺し欺され 美の真贋』日本経済新聞社 1984年
- 『中国画人伝』新潮社 1984年8月（『芸術新潮』1977年1月-1980年12月）
- 『シルクロード巡歴』日本放送出版協会 1985年10月
- 『長安の夢』平凡社 1985年11月 のち徳間文庫
- 『中国の歴史 近・現代篇』（全4巻）平凡社 1986年-1991年 のち講談社文庫
- 『天竺への道』朝日新聞社 1986年6月 のち文庫（『朝日新聞』夕刊1980年1-3月）
- 『六甲山房記』岩波書店 1987年4月 のち同時代ライブラリー
- 『シルクロード旅ノート』徳間書店 1988年3月 のち文庫、中公文庫
- 『東眺西望 歴史エッセイ』講談社 1988年4月 のち文庫
- 『茶事遍路』朝日新聞社 1988年4月 「茶の話」文庫
- 『中国詩人伝』講談社 1988年12月 のち文庫
- 『雲外の峰』二玄社 1989年3月
- 『含笑花の木』二玄社 1989年11月 のち朝日文庫
- 『中国傑物伝』中央公論社 1991年10月 のち文庫
- 『走れ蝸牛』二玄社 1991年11月
- 『世界の都市の物語 4 イスタンブール』文藝春秋 1992年4月 のち文庫
- 『元号の還暦（三灯随筆 1）』中央公論社 1992年3月 のち文庫
- 『仙薬と鯨（三灯随筆 2）』中央公論社 1992年 のち文庫
- 『麒麟の志』朝日新聞社 1993年10月 のち文庫
- 『紙の道 ペーパーロード』読売新聞社 1994年 のち集英社文庫
- 『随縁護花』尚文社ジャパン 1995年3月 のち集英社文庫
- 『三国志と中国』文春文庫 1995年9月
- 『雨過天青』尚文社ジャパン 1995年4月 のち集英社文庫
- 『秦の始皇帝』尚文社ジャパン 1995年8月 のち文春文庫
- 『中国随想』PHP研究所 1997年3月
- 『世界の都市の物語 16 香港』文藝春秋 1997年5月
- 『万邦の賓客〜中国歴史紀行』集英社 1999年 のち文庫
- 『エッセイで綴る中国の歴史』徳間書店 2000年6月
- 『上海雑談』日本放送出版協会 2000年7月
- 『曼陀羅の山 七福神の散歩道』集英社 2001年3月 のち文庫
- 『風を観る 中国史随想』毎日新聞社 2001年2月
- 『沖縄の歴史と旅』PHPエル新書 2002年4月
- 『道半ば』集英社 2003年
- 『神戸わがふるさと』講談社 2003年 のち文庫
- 『史林有声 中国歴史随想』NTT出版 2003年6月
- 『シルクロード悠々』文芸社 2005年5月
- 『龍鳳のくに 中国王朝興亡の源流をたどる』朝日新聞社 2005年5月 のち文庫
- 『六甲随筆』朝日新聞社 2006年8月
- 『巷談中国近代英傑列伝』集英社新書 2006年11月
- 『天空の詩人 李白』講談社 2017年1月

### 漢詩集
- 『風騒集 陳舜臣詩歌集』（平凡社 1984年）
- 『澄懐集』（成瀬書房 1986年　のち『天空の詩人 李白』に収録）

### 翻訳
- 『史記』朝日新聞社 1974年 『ものがたり史記』朝日文庫、中公文庫（『週刊朝日』1973年1月-）
- 『唐代伝奇』朝日新聞社 1974年 『ものがたり唐代伝奇』朝日文庫、中公文庫（『週刊朝日』1973年7月-）
- 『水滸伝』朝日新聞社 1975年 『ものがたり水滸伝』朝日文庫、中公文庫（『週刊朝日』1974年1月-）
- 姚雪垠『叛旗 小説李自成』 （陳謙臣共訳 講談社 1982年 のち徳間文庫 1992年）
- 『唐詩新選』 （新潮社 1989年 のち文庫、中公文庫）
- オマル・ハイヤーム『ルバイヤート』 （集英社 2004年）
- 『論語抄』 （中央公論新社 2007年 のち中公文庫 2009年）

### 作詞
- 上海日本人学校校歌

### 共著
- 『日本語と中国語 日本漢字でどこまで通じるか』 陳謙臣共著 祥伝社（ノン・ブック） 1972年 のち徳間文庫
- 『美味方丈記』 陳錦墩共著 毎日新聞社 1973年 のち中公文庫（『サンデー毎日』1972年1月-）
- 『討議 日本人とは何か』 （増井経夫共著） 新人物往来社 1973年
- 『中国を考える』 （司馬遼太郎）文藝春秋 1978年 のち文庫
- 『古代人の伝言 考古学講義』 （森浩一） 朝日出版社（Lecture books） 1980年2月
- 『揚子江』 （増井経夫共著） 中公新書 1982年8月
- 『パミールを越えて』（樋口隆康共著）日本放送出版協会 1983年
- 『コーランの世界』（藤井秀夫共著）日本放送出版協会 1983年
- 『歴史の交差路にて - 日本・中国・朝鮮』（司馬遼太郎、金達寿共著）講談社 1984 のち文庫
- 『日本と中国 近代の幕明け 歴史対談』 （奈良本辰也）徳間書店 1986年10月 のち文庫
- 『歴史清談 古代オリエント/中国日本東北』 （三笠宮崇仁）河北新報社 1987年
- 『中国名将の条件』 （談論田中芳樹）徳間書店 1996年3月 のち文庫
- 『突破口の三国史 二一世紀を生きる 日本・中国・韓国』（金容雲）徳間書店 1999年6月
- 『歴史に未来を観る』集英社 2004年11月 （対談集）

### 編著
- 監修『中国古典紀行』（全5巻）講談社 1981年
- 責任編集『人物中国の歴史』（第7,8巻）集英社 1981年

### 全集・選集
- 『陳舜臣全集』（全27巻） 講談社 1986年-1988年
- 『陳舜臣中国ライブラリー』（全30巻・別巻1） 集英社 1999年-2001年
- 『陳舜臣中国歴史短編集』（全5巻） 中央公論新社 2000年
- 『Who is 陳舜臣? 陳舜臣読本』集英社 2003年6月

## メディア・ミックス

### テレビドラマ
- 孔雀の道（1970/06/22 ～ 1970/06/26、NHK、主演：村松英子、川津祐介）
- 影は崩れた（1976/06/28 ～ 1976/07/23、NHK、主演：大谷直子）
- 傑作推理劇場 陳舜臣の神獣の爪（1980年12月25日、テレビ朝日、主演：関口宏）
- 大河ドラマ 琉球の風（1993年1月10日 - 6月13日、NHK、主演：東山紀之）
- 怒りの菩薩（中国語版）（2018年、公視、主演：呉慷仁）